# Struer
Struer este un oraș în Danemarca.